# Baybay
Baybay é uma cidade de primeira classe de renda municipal na província Leyte, nas Filipinas. De acordo com o censo de 1 maio  de  2020 possui uma população de 111 848 pessoas e 28 135 domicílios.